# Sarreguemines
Sarreguemines – miejscowość i gmina we Francji, w regionie Grand Est, w departamencie Mozela.
Według danych na rok 1990 gminę zamieszkiwało 23 117 osób, a gęstość zaludnienia wynosiła 779 osób/km² (wśród 2335 gmin Lotaryngii Sarreguemines plasuje się na 7. miejscu pod względem liczby ludności, natomiast pod względem powierzchni na miejscu 64.).